# Порыцкие
Порыцкие — угасший в XVII веке русско-литовский княжеский род герба «Корибут» из числа Гедиминовичей. Ветвь князей Збаражских.

## Происхождение
Княжеский род Порыцких происходит от Александра (Олехно) Фёдоровича (ок. 1500—1560), старшего сына князя Фёдора Васильевича Збаражского (ум. после 1514). В 1526 году Александр получил во владение имение матери Порыцк во Владимирском повете на Волыни. В 1526—1529 годах он также владел имением Ворончин, которое в 1529 году вынужден был уступить своим братьям Юрию и Войне Фёдоровичам.
Род кн. Порыцких угас в 1640 году со смертью князя Стефана Александровича Порыцкого.
Опричниками Ивана Грозного числились Иван и Фёдор Порецкие (1573), но они были, видимо, не княжеского рода из Гедиминовичей, а из нетитулованного рода Порецких, записанных, в частности, в 6-ю часть Симбирской губ.

## Представители рода
- Князь Александр Фёдорович Порыцкий (ум. 1560), первый князь Порыцкий (с 1526) и родоначальник рода Порыцких
- Князь Александрович Порыцкий (ум. 1570)
- Князь Матвей Александрович Порыцкий (ум. 1566)
- Князь Пётр Александрович Порыцкий (ум. после 1570)
- Князь Александр Александрович Порыцкий (ум. ок. 1586)
- Князь Михаил Александрович Порыцкий (ум. 1566)
- Князь  Александрович Порыцкий (ум. 1614)
- Князь Николай Александрович Порыцкий (ум. 1621)
- Князь Александрович Порыцкий (ум. 1640), последний мужской представитель рода
- Князь Александр Александрович Порыцкий (ум. 1618)